# Ostorhinchus
Ostorhinchus is een geslacht van straalvinnige vissen uit de familie van kardinaalbaarzen (Apogonidae).

## Soorten
- Ostorhinchus angustatus Smith & Radcliffe, 1911
- Ostorhinchus aphanes Fraser, 2012
- Ostorhinchus apogonoides Bleeker, 1856
- Ostorhinchus aroubiensis Hombron & Jacquinot, 1853
- Ostorhinchus atrogaster Smith & Radcliffe, 1912
- Ostorhinchus aureus Lacépède, 1802
- Ostorhinchus brevispinis Fraser & Randall, 2003
- Ostorhinchus capricornis Allen & Randall, 1993
- Ostorhinchus cavitensis Jordan & Seale, 1907
- Ostorhinchus chrysopomus Bleeker, 1854
- Ostorhinchus chrysotaenia Bleeker, 1851
- Ostorhinchus cladophilos Allen & Randall, 2002
- Ostorhinchus compressus Smith & Radcliffe, 1911
- Ostorhinchus cookii Macleay, 1881
- Ostorhinchus cyanosoma Bleeker, 1853
- Ostorhinchus dispar Fraser & Randall, 1976
- Ostorhinchus doederleini Jordan & Snyder, 1901
- Ostorhinchus endekataenia Bleeker, 1852
- Ostorhinchus fasciatus White, 1790
- Ostorhinchus flagelliferus Smith, 1961
- Ostorhinchus flavus Allen & Randall, 1993
- Ostorhinchus fleurieu Lacépède, 1802
- Ostorhinchus franssedai Allen, Kuiter & Randall, 1994
- Ostorhinchus griffini Seale, 1910
- Ostorhinchus gularis Fraser & Lachner, 1984
- Ostorhinchus hartzfeldii Bleeker, 1852
- Ostorhinchus hoevenii Bleeker, 1854
- Ostorhinchus holotaenia Regan, 1905
- Ostorhinchus jenkinsi Evermann & Seale, 1907
- Ostorhinchus kiensis Jordan & Snyder, 1901
- Ostorhinchus komodoensis Allen, 1998
- Ostorhinchus leptofasciatus Allen, 2001
- Ostorhinchus leslie Schultz & Randall, 2006
- Ostorhinchus lineomaculatus Allen & Randall, 2002
- Ostorhinchus luteus Randall & Kulbicki, 1998
- Ostorhinchus maculiferus Garrett, 1864
- Ostorhinchus margaritophorus Bleeker, 1855
- Ostorhinchus melanoproctus Fraser & Randall, 1976
- Ostorhinchus microspilos Allen & Randall, 2002
- Ostorhinchus moluccensis Valenciennes, 1832
- Ostorhinchus monospilus Fraser, Randall & Allen, 2002
- Ostorhinchus multilineatus Bleeker, 1874
- Ostorhinchus nanus Allen, Kuiter & Randall, 1994
- Ostorhinchus neotes Allen, Kuiter & Randall, 1994
- Ostorhinchus nigrofasciatus Lachner, 1953
- Ostorhinchus novemfasciatus Cuvier, 1828
- Ostorhinchus ocellicaudus Allen, Kuiter & Randall, 1994
- Ostorhinchus oxygrammus Allen, 2001
- Ostorhinchus parvulus (Smith & Radcliffe, 1912)
- Ostorhinchus pleuron Fraser, 2005
- Ostorhinchus properuptus Whitley, 1964
- Ostorhinchus rubrimacula Randall & Kulbicki, 1998
- Ostorhinchus rueppellii Günther, 1859
- Ostorhinchus schlegeli Bleeker, 1855
- Ostorhinchus sealei Fowler, 1918
- Ostorhinchus selas Randall & Hayashi, 1990
- Ostorhinchus septemstriatus Günther, 1880
- Ostorhinchus taeniophorus Regan, 1908
- Ostorhinchus wassinki Bleeker, 1861